# Karlspitz
Die Karlspitz ist ein 2212 m ü. A. hoher Berg in den Schladminger Tauern in der Steiermark, Österreich.

## Lage
Die Karlspitz liegt in der Steiermark südlich des Ennstales. In nördlicher Richtung liegen die Karlscharte und das Speiereck (2131 m), in südlicher Richtung der Schusterstuhl (2321 m) sowie der Große Knallstein (2599 m). Der Gebirgszug liegt im Naturpark Sölktäler; er trennt die Täler des Großsölkbachs und des Kleinsölkbachs.

## Geologie
Die Karlspitz ist Teil der Schladminger Tauern, die zu den Niederen Tauern zählen. Ihr Gipfel besteht aus Phyllit, Quarzit, Lydit, Glimmerschiefer sowie Kalkstein.